# ConocoPhillips
ConocoPhillips is een Amerikaans olieconcern. Het hoofdkantoor bevindt zich in Houston in Texas.
ConocoPhillips ontstond in 2002 uit de fusie van twee Amerikaanse oliebedrijven: Conoco en Phillips Petroleum Company. Het bedrijf wordt tot 's werelds grote zes 'Supermajor'-maatschappijen gerekend en is het op twee na grootste oliebedrijf van de Verenigde staten, na ExxonMobil en Chevron.

## Activiteiten
Het bedrijf is vooral actief met de winning van olie en aardgas. De Verenigde Staten, inclusief Alaska, is het belangrijkste, hier wordt iets meer dan de helft van de totale productie uit de grond gehaald. Verder heeft het nog activiteiten in 13 andere landen.
In 2023 produceerde het 1,8 miljoen vaten BOE per dag, ongeveer gelijk verdeeld over olie en gas. De Verenigde Staten is het belangrijkste land, hier werd in 2023 ongeveer 70% van het totaal geproduceerd. Het aandeel van Europa, vooral Noorwegen, lag rond de 6%. In de Noordzee heeft het bedrijf onder meer een belang in het Ekofiskveld. ConocoPhillips telt wereldwijd 9900 werknemers, waarvan een derde buiten de Verenigde Staten.

### Resultaten
De ontwikkeling van de omzet en winst is sterk afhankelijk van de ontwikkeling van de olieprijs op de wereldmarkt.
| Jaar | Omzet          | Netto- resultaat | Olieproductie (×1000 vaten/dag) | Gasproductie (×miljoen cf/dag) | Productie in BOE (×1000 vaten/dag) |
| Jaar | (×US$ miljard) | (×US$ miljard)   | Olieproductie (×1000 vaten/dag) | Gasproductie (×miljoen cf/dag) | Productie in BOE (×1000 vaten/dag) |
| ---- | -------------- | ---------------- | ------------------------------- | ------------------------------ | ---------------------------------- |
| 2010 | 198,7          | 11,4             | 984                             | 4606                           | 1752                               |
| 2015 | 30,9           | –4,4             | 912                             | 4060                           | 1589                               |
| 2020 | 18,8           | –2,7             | 728                             | 2394                           | 1127                               |
| 2021 | 45,8           | 8,1              | 1040                            | 3162                           | 1567                               |
| 2022 | 78,5           | 18,7             | 1216                            | 3130                           | 1738                               |
| 2023 | 56,1           | 11,0             | 1304                            | 3135                           | 1826                               |
| 2024 | 54,7           | 9,2              | 1416                            | 3433                           | 1987                               |

## Geschiedenis
ConocoPhillips ontstond op 30 augustus 2002 uit de fusie van twee Amerikaanse oliebedrijven: Conoco en Phillips Petroleum Company.
Eind 2005 deed ConocoPhillips een bod ter waarde van US$ 35,6 miljard op de Amerikaanse gasproducent Burlington Resources. Per jaareinde 2004 had Burlington Resources olie- en gasreserves van twee miljard vaten olie-equivalent en produceerde in het jaar gemiddeld 475.000 vaten per dag. Het was na de overname van Texaco door Chevron in 2001 de grootste overname in de sector. De combinatie werd de op één na grootste aardgasproducent in Noord-Amerika na British Petroleum.
In september 2004 had ConocoPhillips een aandelenbelang gekocht van 7,6% in het Russische LUKoil voor US$ 2 miljard met heeft dit later verhoogd tot 20%. Medio 2010 maakte ConocoPhillips een strategische heroriëntatie bekend. Een van de onderdelen van dit programma was de verkoop van het aandelenbelang van 20% in LUKoil. Circa 40% van deze aandelen werd gekocht door LUKoil zelf voor een bedrag van US$ 3,4 miljard. De laatste aandelen in LUKoil zijn in 2011 verkocht.
Bij de fusie in 2002 had het bedrijf negentien raffinaderijen, waarvan twaalf in de VS, met een capaciteit van 2,9 miljoen vaten per dag (vpd), wat het tot de op vier na grootste raffineerder ter wereld maakte. In 2009 besloot ConocoPhillips activa met een totale waarde van US$ 10 miljard te verkopen om de schuldenlast te reduceren. In mei 2012 werd dit afgerond toen Phillips 66 werd afgesplitst. Dit onderdeel komt daarmee los te staan van ConocoPhillips en wordt een onafhankelijke Amerikaanse producent van motorbrandstoffen en chemicaliën. De raffinaderijen van Phillips 66 hebben een capaciteit van 460.000 vpd. Een dag eerder verkocht de maatschappij de raffinaderij in Trainer, Pennsylvania, aan Delta Air Lines. Deze kan 185.000 vpd verwerken en Delta betaalde hiervoor ongeveer US$ 150 miljoen. In Europa heeft ConocoPhillips zich ook teruggetrokken door JET te verkopen aan LUKoil. Alleen de winning van olie en gas bleef over.
In 2007 heeft Venezuela twee oliebelangen van CononoPhillips genationaliseerd. Het bedrijf ging tegen het besluit in beroep bij de Internationale Kamer van Koophandel. In april 2018 kwam deze met een finale uitspraak en veroordeelde het land tot een schadevergoeding van US$ 2 miljard. Het land kampt met grote financiële problemen en het is onzeker op welke wijze Venezuela dit gaat betalen. Begin mei 2018 liet ConocoPhillips beslag leggen op de Venezolaanse oliefaciliteiten op Curaçao, Bonaire en Sint-Eustatius. Deze faciliteiten zijn belangrijk voor PDVSA, hier wordt een kwart van de olie met een exportbestemming opgeslagen en verwerkt.
In april 2012 werden de downstream-activiteiten afgesplitst. Het nieuwe bedrijf, Phillips 66, met de raffinaderijen en tankstations kreeg op 1 mei 2012 een eigen beursnotering. De aandeelhouders kregen voor twee aandelen ConocoPhillips één aandeel Phillips 66. Phillips 66 had op dat moment 15 raffinaderijen met een capaciteit van 2,2 miljoen vpd en een jaaromzet van US$ 200 miljard. Het was nagenoeg even groot als Valero Energy.
In september 2020 verkocht ConocoPhillips de activiteiten in het Verenigd Koninkrijk. Chrysaor E&P Limited betaalde hiervoor US$ 2,7 miljard. ConocoPhilips was hier ruim 50 jaar aanwezig al blijft het bedrijf actief op de energiemarkten en ook als de beheerder van de Teesside olieterminal. In het eerste halfjaar van 2019 produceerden de Britse belangen nog 72.000 vpd aan olie en gas.
In oktober 2020 maakte ConocoPhillips bekend de Amerikaanse schalie-olie producent Concho Resources te willen overnemen voor US$ 9,7 miljard. De aandelenkoersen van dit soort oliebedrijven staan onder druk door de lage olieprijs waardoor dit een opportuun koopmoment is voor ConocoPhillips. De aandeelhouders krijgen 1,46 aandeel ConocoPhillips voor 1 aandeel Concho. Met de koop wordt ConocoPhilips een grote speler in het Permian Basin, dat zich uitstrekt van West Texas naar het zuidoosten van New Mexico. Concho produceert hier zo'n 319.000 vpd en ConocoPhilips zo'n 50.000 vpd. Na de transactie stijgt de totale productie van ConocoPhillips naar 1,5 miljoen vpd. Op 15 januari 2021 is de overname afgerond.
In september 2021 volgde de aankondiging van de overname van de schaliebelangen van Royal Dutch Shell. ConocoPhillips was bereid US$ 9,5 miljard te betalen voor de activiteiten in het Permian Basin. Met deze overname nam het gebied waar ConocoPhilips actief is met ongeveer een derde toe en de productie met zo'n 175.000 vpd. Om deze transactie te financieren zal het Amerikaanse bedrijf voor US$ 4 à 5 miljard aan andere activa afstoten. De transactie werd op 1 december 2021 afgerond en de overnamesom kwam uit op US$ 8,7 miljard.
In mei 2024 bood ConocoPhillips US$ 22,5 miljard om Marathon Oil over te nemen, inclusief US$ 5,4 miljard aan schulden. Voor één aandeel Marathon Oil krijgen de aandeelhouders 0,255 aandeel ConocoPhillips. Marathon Oil produceerde in 2023 gemiddeld 400.000 vpd aan olie en gas tezamen. In november 2024 werd de koop afgerond.